# Мизо, Пьетро ди
Пьетро ди Мизо (Pietro Di Miso, его фамилию также пишут как Mizo) — католический церковный деятель XII века. Выходец из знатной семьи, родственник кардинала Алессио. На консистории в феврале/марте 1158 года был провозглашен кардиналом-дьяконом с титулом церкви Сант-Эустакьо. Трижды был в Венгрии и Далмации в качестве папского легата. В 1165/1166 году стал кардиналом-священником с титулом церкви Сан-Лоренцо-ин-Дамазо. Участвовал в выборах папы 1159 года (Александр III). В 1164 году на Сардинии пытался убедить камальдулов поддержать папу Александра III.